# Ярославів Вал, 14
Садиба Родзянка розташована на Ярославому Валу, 14, навпроти Будинку актора (колишньої караїмської кенаси).
Складається з двох будинків на червоній лінії (№ 14-А і № 14-Б) і трьох флігелів у глибині подвір'я (№ 14-В, 14-Г і 14-Д).
Забудова садиби — характерний зразок архітектури прибуткових будинків у стилі модерну.

## Історія

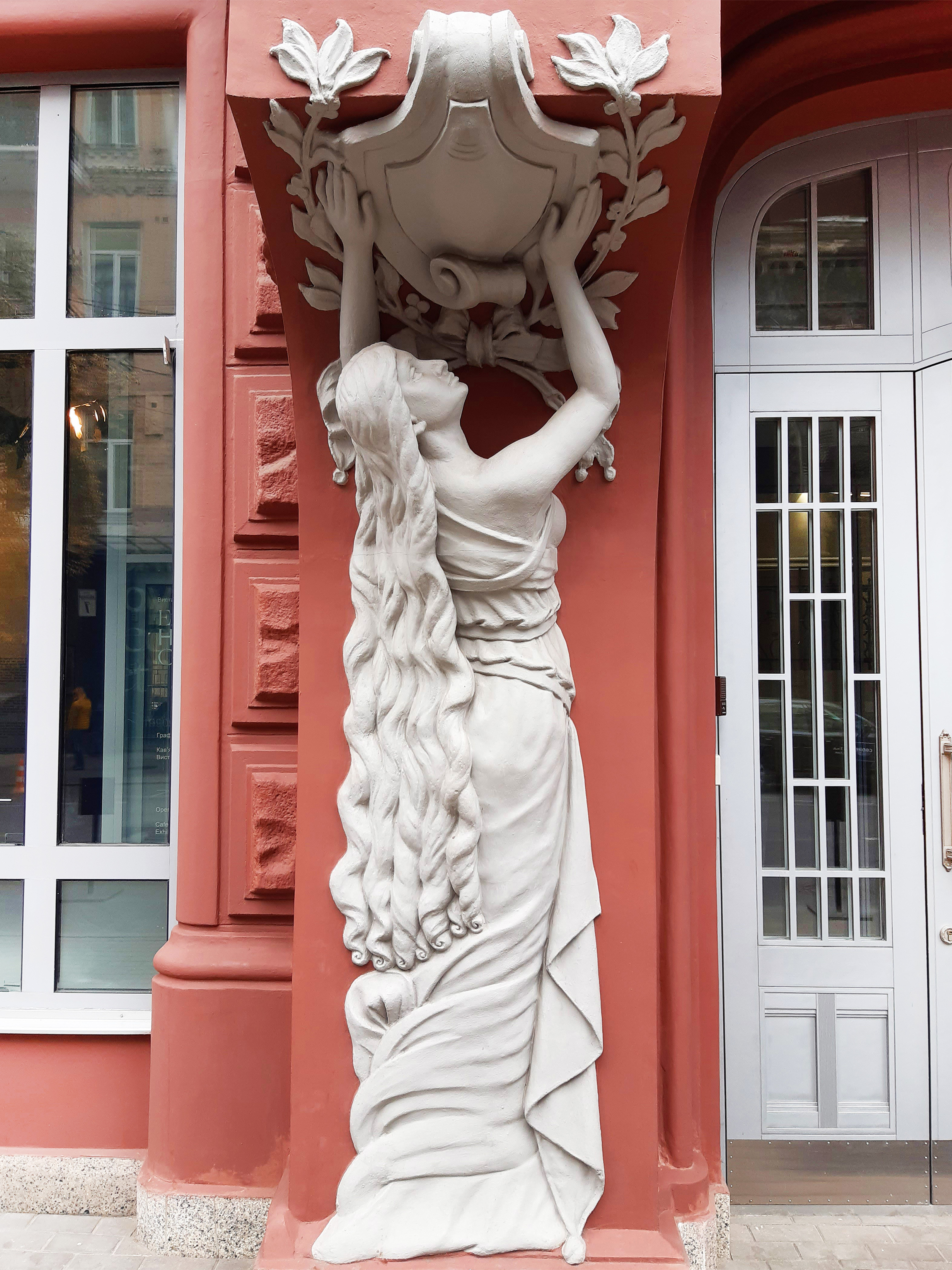
Маньєристична каріатида (№ 14-а)

У середині ХІХ сторіччя садибу придбав дворянин Карл Адамович Ржепецький, службовець у Палаті цивільного суду. Садиба поступово збільшувалася внаслідок приєднання куплених у 1846, 1847 і 1873 роках суміжних земельних ділянок. 1864 року її площа становила 1155 квадратних сажнів. У глибині подвір'я звели дерев'яний особняк. З боку вулиці розпланували фруктовий сад. Серед споруд були каретня, стайня, льохи і льодовня.
1901 року після смерті власника садибу успадкували вдова Ржепецького та його діти: державний діяч, майбутній міністр фінансів Української Держави Антон Ржепецький, Микола Ржепецький і М. Тарновська.
22 листопада 1907 року незабудовану частину садиби із садом у них купив відомий тоді власник кінних заводів Леонід Родзянко та його дружина Олександра Родзянко (уроджена Бейльштейн). 23 лютого 1910 року після смерті Миколи Ржепецького і його матері А. Ржепецької їхні нащадки продали Родзянкові решту ділянки. 1908 року на замовлення нового власника за проєктом цивільного інженера Миколи Яскевича спорудили п'ятиповерхові будинки № 14-Б та № 14-В. У 1910—1911 роках під наглядом архітектора Мартина Клуга споруджено головний будинок № 14-А та флігелі № 14-Г і 14-Д.
У будинки провели електрику, холодне і гаряче водопостачання, центральне водяне опалення, каналізацію, а у квартири будинку № 14-б — «розмовні труби». Окрім того, було встановлено ліфт «Otis». У підвалах містились пральні, дров'яники й комори для кожної квартири.
1914 року Леонід Родзянко продав садибу й емігрував до США. 
4 травня 1922 більшовики націоналізували садибу і перетворили квартири на комунальні.
У 1990-х і 2005—2007 роках капітально відремонтували будинок № 14-Б, а на початку 2000-х років — будинок № 14-А.

## Архітектура

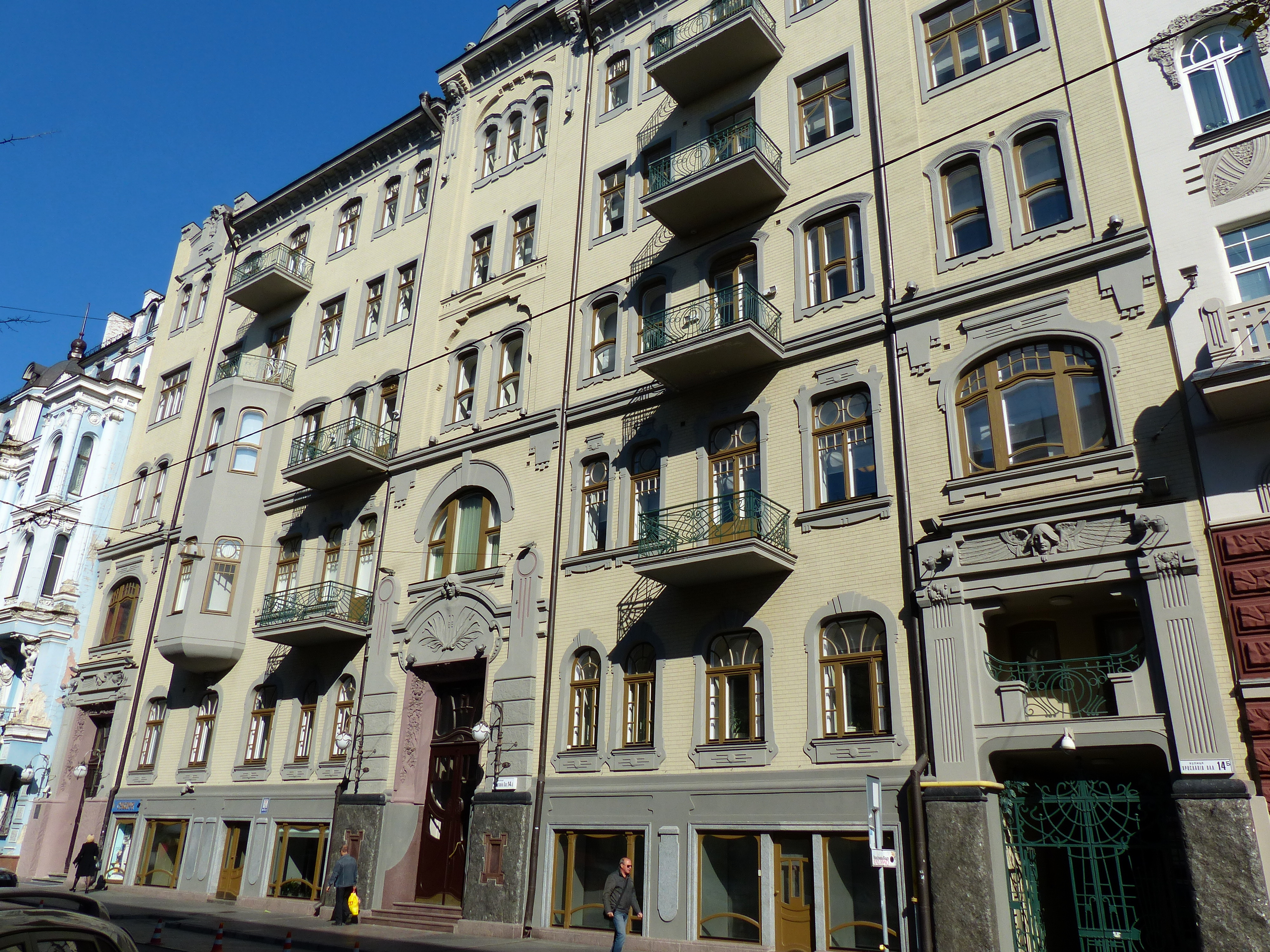
Будинок № 14-Б

Головний семиповерховий будинок № 14-А зведено 1910 року на червоній лінії забудови вулиці. Архітектор Мартин Клуг оформив фасад у стилі модерну. Цегляна, тинькована споруда має підвал, двосхилий дах, бляшану покрівлю, бетонні перекриття на металевих балках, мармурові парадні сходи і гранітні чорні.
Вісь чолового фасаду — прямокутний ризаліт із порталом головного входу. Сходова клітка має різні за формою вікна — овальне, лучкове, квадратне, півциркульне, підковоподібне. Обабіч входу стоять каріатиди з довгим розпущеним волоссям. 
Бічні осі виділені тригранними тривіконними еркерами. Вони акцентовані верхніми овальними тридільними вікнами розкріповок й увінчані аттиком. Високий рустований цоколь у два поверхи відокремлений смугою балконів із ґратчастими огорожами.
Над п'ятим поверхом — широкий орнаментальний фриз. Фасад декоративний ліпниною, рослинними орнаментами, маскаронами, композиціями в стилі модерну, балконними огородженнями з бетону й металу.
П'ятиповерховий будинок № 14-Б зведено 1908 року на червоній лінії. Цивільний інженер Микола Яскевич оформив фасад у стилі модерну.
Композиція фасаду асиметрична. Головна вісь із вхідним порталом і бічні осі з отворами проїзду і входу акцентовано розкріповками. Центральна частина увінчана фігурним аттиком.
Додаткова віконна вісь зліва, виділена еркером, підкреслює асиметрію композиції.
Віконні прорізи мають різну ширину і форму — прямокутні, півциркульні, із заокругленими верхніми кутами і пласкими фігурними лиштвами, замковими каменями, сандриками і профільованим завершенням. Головний вхід фланкували пілонами та рустованими лізенами, які завершені фігурними елементами обабіч підковоподібного люнета й декоровані тондо з трьома смугами. Під лучковим сандриком розміщений вензель «Л. Р.» (ініціали Леоніда Родзянка) в обрамленні рослинного орнаменту.
Бічні портали проїзду і входу фланковано лізенами. Над ними — скульптурні голівки янгола із крилами.
Парадні сходи прикрашено мармуром, ліпленням, різьбленням по дереву. 
У кімнатах квартири Леоніда Родзянка, яка містилась на третьому поверсі, є каміни, інкрустований паркет, металева фурнітура. У кабінеті — розпис на тему кінного спорту. Зала оздоблена у стилі рококо.

## Використання будинків
У 1910—1920 роках частину приміщень у будинку № 14-А здавали приватній жіночій гімназії В. Трифонової з дитячим садочком і вишкільним училищем, в яких виховували дітей за допомогою фребелівських ігор, а також проводили заняття з малювання і ліплення. Перший поверх орендувала крамниця. У радянський час гімназію пристосували під трудову школу на 300 учнів.
У 1912—1913 у квартирі № 30 у флігелі № 14-Г містилася редакція «Літературно-наукового вістника». Видавцем часопису у цей час була Людмила Старицька-Черняхівська (1868—1941).
У 1917—1918 роках у квартирі № 4-Б у будинку № 14-Г мешкав політичний діяч, економіст, голова Української соціал-демократичної робітничої партії Микола Порш (1879—1944)
У 1924—1941 і 1944—1989 роках колишню квартиру Леоніда Родзянка на третьому поверсі будинку № 14-Б займала Державна заслужена академічна хорова капела УРСР «Думка», з 1989 року — театри «Дружба», «Модерн», а згодом — театр «Сузір'я».

## Галерея

Будинок № 14-А
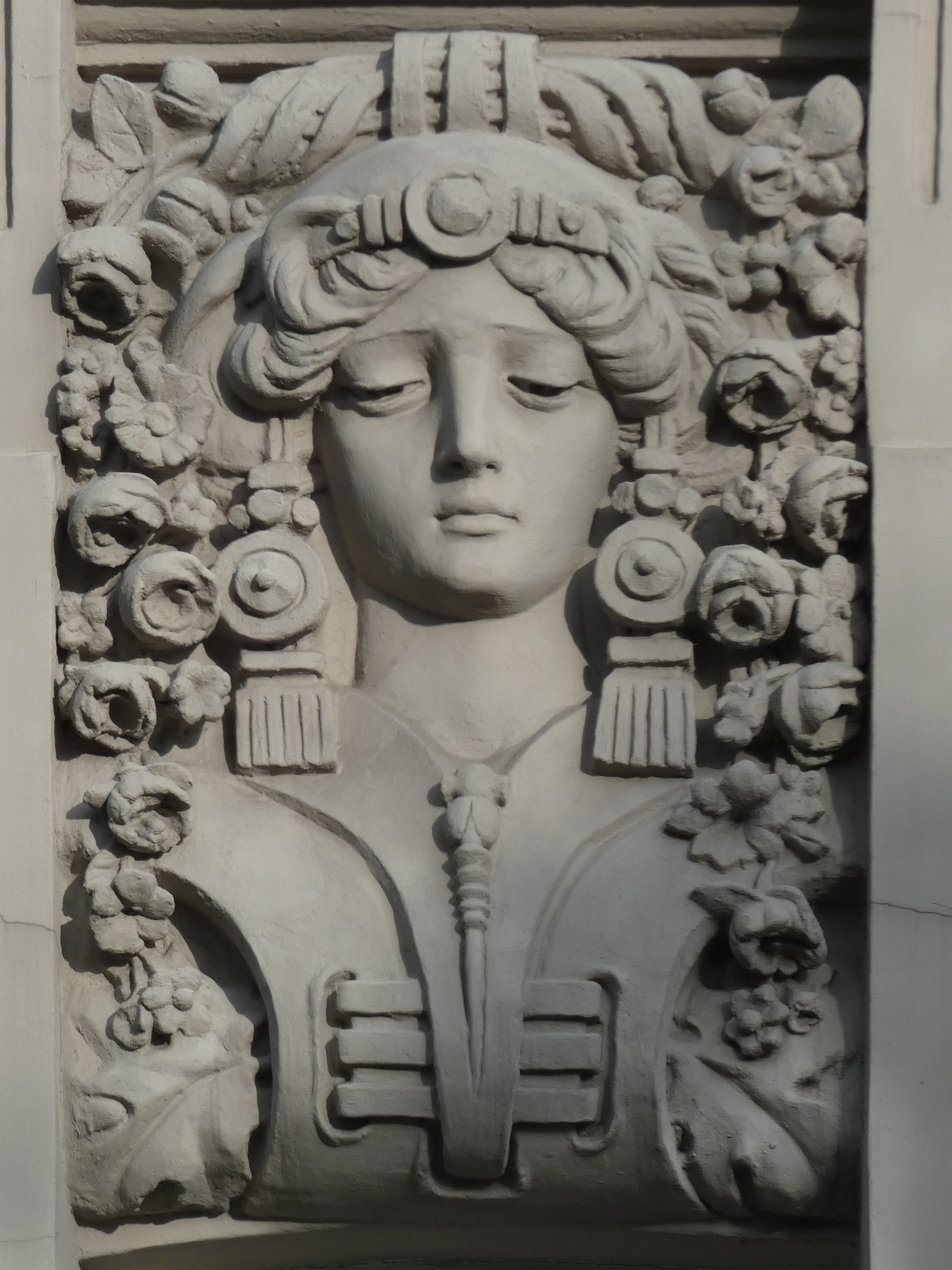
Маскарон над овальним вікном
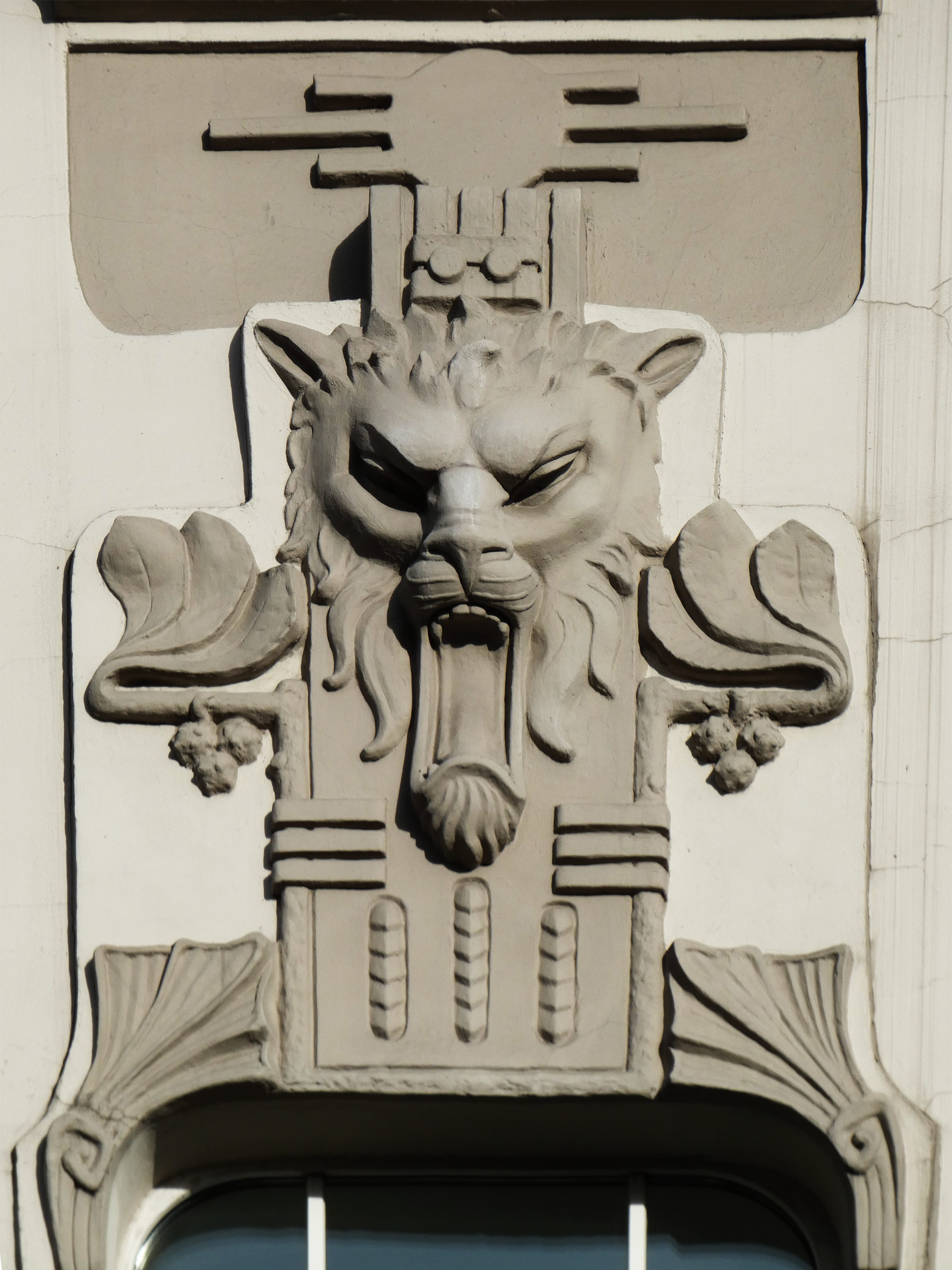
Маскарон лева на еркері

Флігель № 14-Б
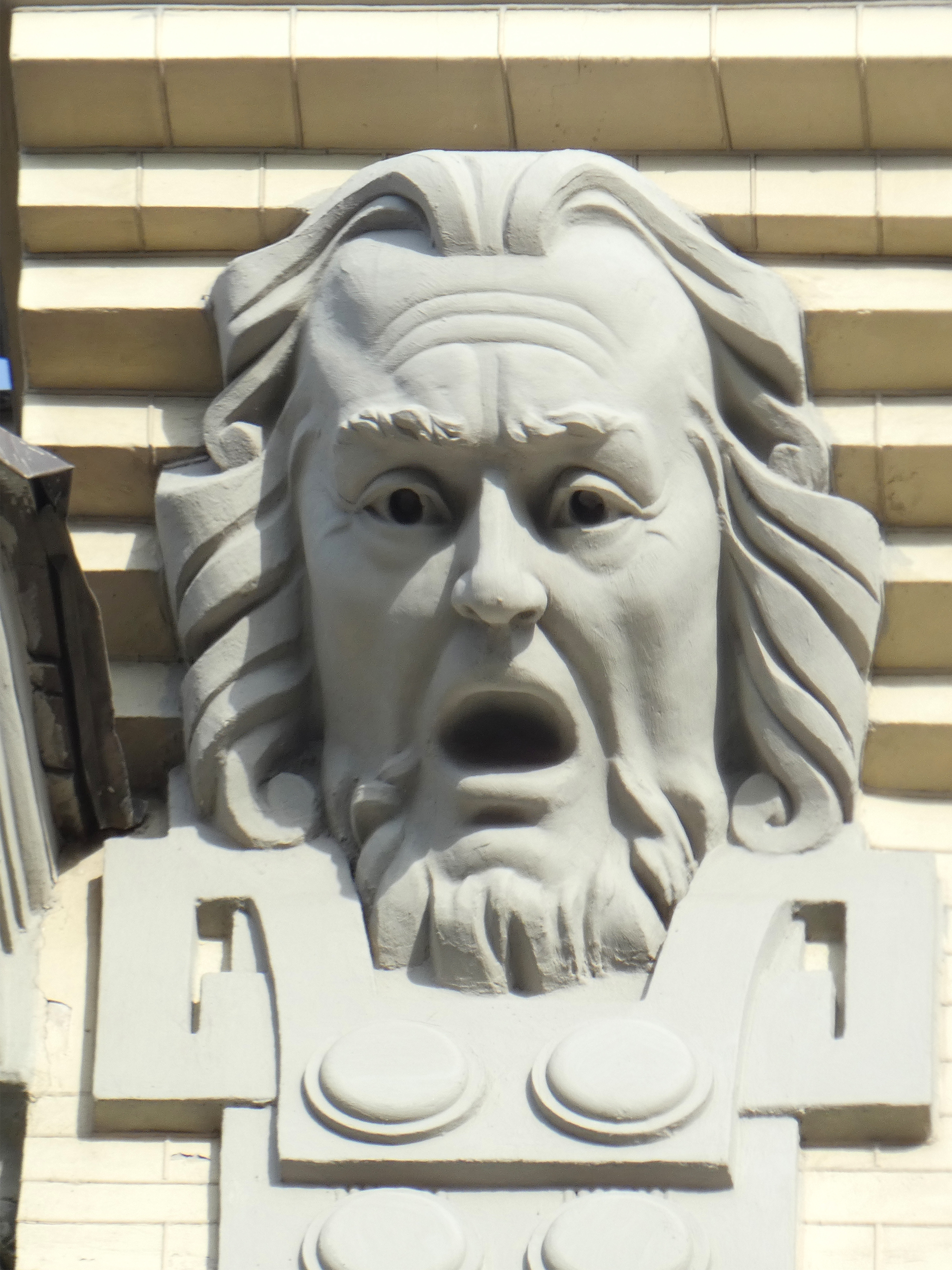
Маскарон під карнизом
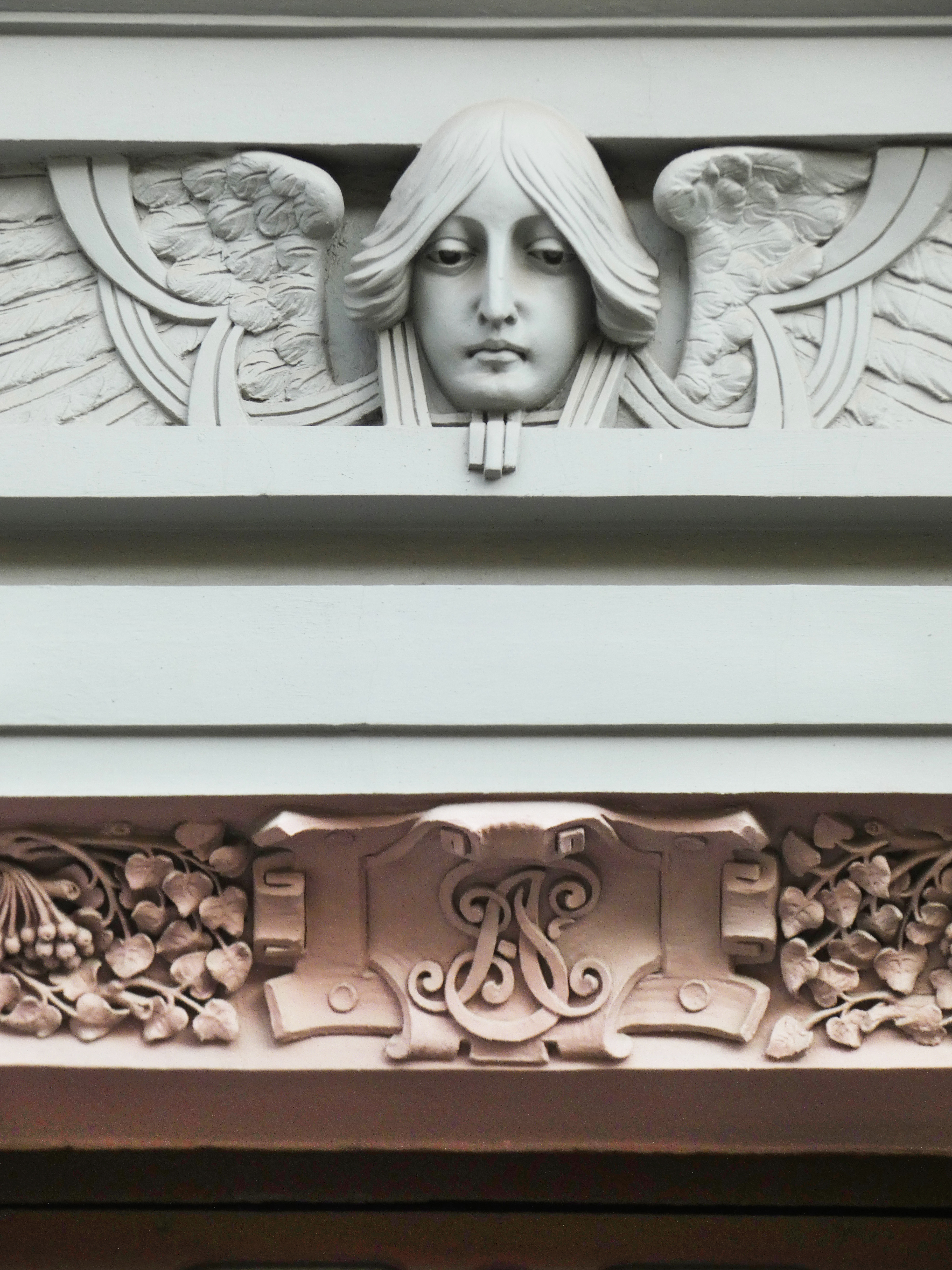
Янгол і вензель з ініціалами власника
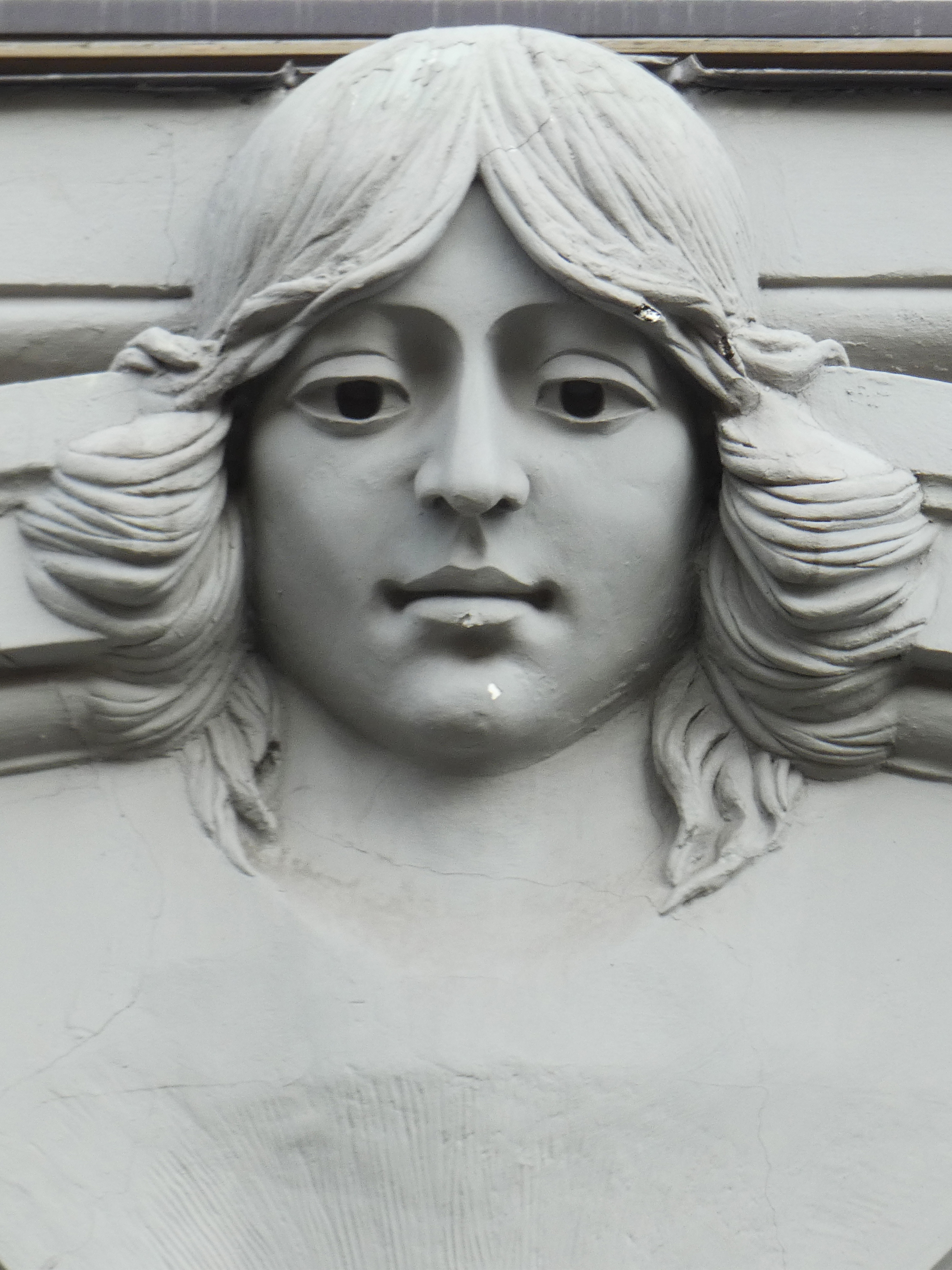
Маскарон